# キール＝ホルテナウ・ヘリポート
キール＝ホルテナウ・ヘリポート（ドイツ語：Heliport Kiel-Holtenau）は、ドイツ連邦共和国シュレスヴィヒ＝ホルシュタイン州キールのホルテナウに所在するドイツ連邦海軍のヘリポート。
ヘリポートはキール空港に隣接しキールフィヨルドの沿岸に位置しており、ドイツ連邦海軍第5海軍航空団が使用している。